# Maruša Majer
Maruša Majer, slovenska gledališka, televizijska in filmska igralka, * 1985, Maribor.
Leta 2009 je diplomirala iz primerjalne književnosti na Filozofski fakulteti v Ljubljani, leta 2015 pa še na Akademiji za gledališče, radio, film in televizijo v Ljubljani. Nastopala je v Slovenskem narodnem gledališču Drama Ljubljana, Slovenskem narodnem gledališču Maribor, Lutkovnem gledališču Maribor, Gledališču Glej in Mini teatru Ljubljana.

## Zasebno
Ima dve sestri, starejša Katja Majer je kiparka, dvojčica Metka Majer pa novinarka.
Njen partner je režiser Matjaž Ivanišin, s katerim ima dve hčeri (*2021 in *2024).

## Nagrade
- Leta 2013 je za vlogo v Zvezdici Zaspanki prejela nagrado za najboljšo igralko na 20. mednarodnem festivalu otroškega gledališča v Subotici.
- Leta 2017 je dobila nagrado »Shooting Star« za mlade igralske talente na Berlinalu.[6]
- Leta 2017 je prejela Borštnikova nagrada za igro (Stenica, koprodukcija Prešernovo gledališče Kranj in Mestno gledališče Ptuj).[7]
- Leta 2018 je na 65. filmskem festivalu v Pulju prejela zlato areno za glavno žensko vlogo v kategoriji koprodukcij za vlogo Mare v filmu Ivan.[8]
- Leta 2019 je prejela nagrado Prešernovega sklada.[9]

## Filmografija
- Ivan (2017, celovečerni igrani film)
- Več po oglasih (2016, TV serija)
- Sošolki (2015, kratki igrani film)
- Avtošola (2014, celovečerni igrani TV film)
- Kje si stari? (2011, kratki igrani film)
- Pobeg (2011, kratki igrani film)
- Veter v meni (2010, kratki igrani film)
- Smehljaji (2010, kratki igrani film)